# Anne Fogarty

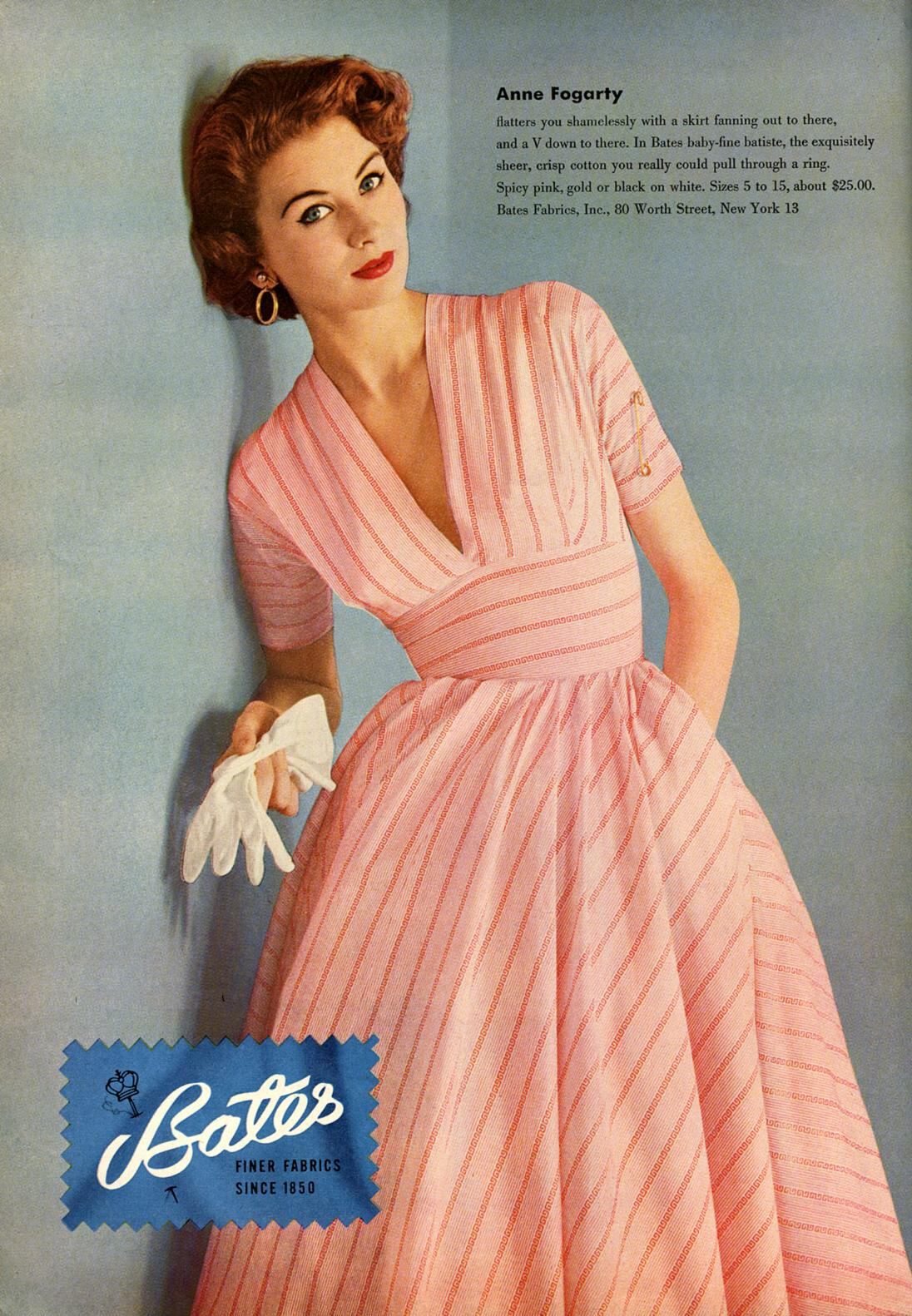
Suzy Parker con un modelo de Anne Fogarty, 1952

Anne Fogarty (2 de febrero de 1919 – 15 de enero de 1980) fue una diseñadora de moda estadounidense, activa entre 1940 y 1980, que destacó por sus diseños sobrios y femeninos accesibles a las mujeres de clase media, con ingresos limitados. Empezó como modelo en Nueva York en 1939, trabajando para Harvey Berin en la Séptima Avenida, antes de estudiar diseño de moda. Finalmente consiguió un trabajo de diseño a tiempo completo en 1948, y se hizo famosa por sus modelos de faldas amplias y cuerpos ceñidos, inspirados en el New Look de Christian Dior.
La ropa de Fogarty era fácil de llevar, práctica, y hecha con tejidos informales, siguiendo la tradición de la ropa deportiva estadounidense. Tuvo su propia firma de 1962 a 1974, y trabajó como diseñadora independiente hasta su muerte. En 1959, Fogarty publicó un manual de estilo, Wife Dressing: The Fine Art of Being a Well-Dressed Wife, el cual enfatizaba la feminidad, la limpieza, y el hecho de estar siempre adecuadamente vestida como cualidades deseables. Wife Dressing fue redescubierto a principios del siglo XXI, y se convirtió en un recurso clave para diseñadores e historiadores de la moda que exploran la ideología de la moda ultrafemenina de los años 1950.

## Primeros años
Anne Fogarty nació en Pittsburgh, Pensilvania, hija de Robert y Marion Whitney, matrimonio de origen judío lituano que habían inmigrado desde la ciudad de El Cabo, Sudáfrica, en 1908. Su hermana mayor, Lillian, se convertiría bajo el nombre de Poppy Cannon en una conocida escritora sobre alimentos, y entre ambas había un hermano y una hermana más. En Sudáfrica, los padres de Anne constaban como Robert y Henrietta Gruskin, pero cambiaron sus nombres legalmente cuando se instalaron en Estados Unidos. Anne tenía que usar la ropa usada de sus hermanas mayores, que ella remodelaba para adaptarla a su gusto. Tras graduarse en el instituto ingresó en el Allegheny College en 1936. Al año siguiente, se transfirió a la Universidad Carnegie Mellon para estudiar teatro, porque pensaba ser actriz. En 1939, después de que Poppy se mudó a Nueva York, Anne decidió seguir a su hermana. Mientras buscaba trabajo en la actuación, se convirtió en modelo para Harvey Berin, un fabricante de ropa femenina en la Séptima Avenida. Berin reconoció el talento de Anne para la moda, y ofreció pagarle su formación como diseñadora de moda. Anne fue a la Escuela de Diseño Hartman East, aunque pagó ella misma.
Después de Harvey Berin, Anne trabajó como modelo y diseñadora para la compañía Sheila Lynn. En 1940, se casó con el artista Thomas E. Fogarty. A pesar de que el matrimonio terminó en divorcio, Anne mantuvo su apellido profesionalmente. Trabajaba como modelo, estilista y publicista, incluso diseñando anuncios para Rolls-Royce, hasta que, en 1948, consiguió un trabajo como diseñadora para Youth Guild, una nueva compañía especializada en moda para adolescentes.

## Carrera
Mientras estaba en Youth Guild, Fogarty desarrolló su modelo distintivo, el vestido de cuerpo ceñido y amplia falda con cancán de nylon, influido por el New Look de Dior. Como Fogarty era de constitución menuda y de cintura fina, con la ventaja añadida de su experiencia como modelo profesional, le permitió vestir y exhibir sus propios modelos ventajosamente. Algunos de sus vestidos fueron presentados a doble página en Harper's Bazaar. En 1950, se le ofreció un trabajo como diseñadora en Margot Dresses, una compañía especializada en moda juvenil. Trabajó allí siete años, diseñando no solo vestidos, sino también accesorios, lencería y ropa de abrigo. En 1957, Fogarty se mudó a Saks Fifth Avenue, donde fue una de las principales diseñadoras. Lanzó su propia firma, Anne Fogarty Inc., en 1962, y a mediados de los años 1960, lanzó varias etiquetas subsidiarias que incluían A.F. Boutique, Collector's Items by Anne Fogarty, y Clothes Circuit. Se retiró en 1974 y cerró su negocio. A pesar de esto, trabajó hasta su muerte como diseñadora independiente, con su última colección creada para Shariella Fashions en 1980.
Fogarty no seguía la última moda, sino que se centraba en un estilo básico y elegante. Era una diseñadora disciplinada cuya ropa era pensada para ser versátil y fácil de llevar. Sus diseños se enfocaban en el corte y la silueta, y prefería tejidos casuales como franela, pana, algodón estampado, denim y lino, que atraían a un público más joven. En 1954, diseñó su primer vestido camisero, una combinación de cuerpo tipo camisa masculina con falda amplia llevada sobre cancán que se convirtió en uno de sus diseños favoritos. A mediados de los 1950, además de sus diseños de faldas amplias con ligeros cancanes que facilitaban el movimiento, Fogarty también desarrolló diseños ceñidos conocidos como vestido recto. También se le atribuye ser una de las primeras diseñadoras estadounidenses en introducir el bikini en el mercado norteamericano.
En 1960, Fogarty ofreció ropa deportiva casual incluyendo vestidos con chalecos reversibles para poner por ambos lados, y conjuntos de vestido y abrigo en colores que contrastaban audazmente. Durante los años 1960, una vez generalizada la minifalda, diseñó vestidos inspirados en ropas campesinas alternando las longitudes mini y maxi. Su nueva silueta favorita, reemplazando las faldas amplias, tendrá falda recta, talle alto o imperio, con mangas cortas y escote bajo. Sus diseños de finales de los 1960 y principios de los 1970 eran bastante aventureros, incluyendo trajes de pantalón y caftanes. También incluyó pantalones cortos con faldas largas y blusas con volantes.
Fogarty ganó numerosos premios por su trabajo de diseño. En 1951 recibió el Premio al Mérito de la revista Mademoiselle y el premio Bonwit Teller, y recibió un Premio Coty especial a los "vestidos más bonitos". El año siguiente, Fogarty ganó un Neiman Marcus de la Moda y recibió un premio del Grupo de la Moda de Filadelfia. En 1955 recibió un honor de la Asociación de la Seda Internacional y en 1957, ganó un Premio de la Moda del Algodón. Después de la ceremonia del Premio de la Moda del Algodón, se celebró un desfile de moda que mostró la colección de verano de Fogarty para ese año. Llamada "Goldfish Safari", presentaba ropa de día en algodón, ropa deportiva, y vestidos de cóctel y de noche inspirados en los tonos de los peces de colores y especialmente diseñados para viajes y vacaciones. En ese momento, Fogarty dijo sobre su trabajo:

Todas están en movimiento. Y por eso necesitan ropa que se vea bien en cualquier parte del mundo, que tenga un buen empaque y que sea fácil de cuidar. Pero sobre todo, las mujeres de hoy quieren ropa que les haga lucir lo mejor posible. Eso es lo que trato de darles.

Sus clientas incluyeron a Tricia Nixon y a la periodista y personalidad televisiva Dorothy Kilgallen. La última aparición pública de Kilgallen, en una transmisión en directo del programa What's My Line? aproximadamente cuatro horas antes de su muerte, fue vistiendo un vestido de cóctel de chifón de Fogarty.

## Muerte y vida personal
Fogarty tuvo dos hijos con su primer marido, Tom Fogarty. Estuvieron casados 17 años, con Tom Fogarty trabajando como profesor de arte en el Instituto Pratt, en Nueva York. El matrimonio acabó en divorcio.
En 1967, Anne Fogarty se casó con Richard Kollmar, el viudo de Dorothy Kilgallen. Según dijo Fogarty en una entrevista en 1971 con la columnista de periódico Marian Christy, Kollmar se rompió un hombro en un accidente en casa el día de año Nuevo de 1971, que le provocó un coágulo de sangre, y murió "un mes más tarde" durante el cumpleaños de Anne, que era el 2 de febrero. The New York Times, The Washington Post y otros diarios, sin embargo, publicaron obituarios de Kollmar el 9 y 10 de enero de aquel año. The Washington Post informó el 10 de enero que Kollmar había "muerto mientras dormía el jueves [7 de enero]."
Fogarty se casó por tercera vez en 1977, con Wade O'Hara, pero este matrimonio pronto terminó en divorcio. Murió el 15 de enero de 1980, de un ataque al corazón en su apartamento en el rascacielos del 200 East 64.ª Street en Manhattan. Fue enterrada, no al lado de ninguno de sus maridos, en el cementerio de Green-Wood en Brooklyn, Nueva York.

## Wife Dressing
Wife Dressing: The Fine Art of being a Well-Dressed Wife fue publicado por primera vez en 1959. Se considera la obra de Fogarty más conocida. En 2008, Rosemary Feitenberg (un escritora de Women's Wear Daily) redescubrió el libro y lo volvió a publicar. Una reimpresión en facsímil fue publicada en 2011 por el Museo de Victoria y Alberto. Este último fue entusiásticamente reseñado por el Belfast Telegraph que lo declaró "primitivo, anticuado y anacrónico, pero todavía una delicia" mientras el Daily Mail describió sus consejos como tibios, ingeniosos y aún apropiados.
Los principios de Fogarty continúan siendo citados por diseñadores e historiadores estadounidenses como Valerie Steele que ha explicado cómo informaron para el vestuario de Mad Men. En referencia a Fogarty y Wife Dressing, Steele había declarado anteriormente que la "ideología de moda ultrafemenina imperante en los años 1950 está claramente definida por una mujer."